# Hermetia

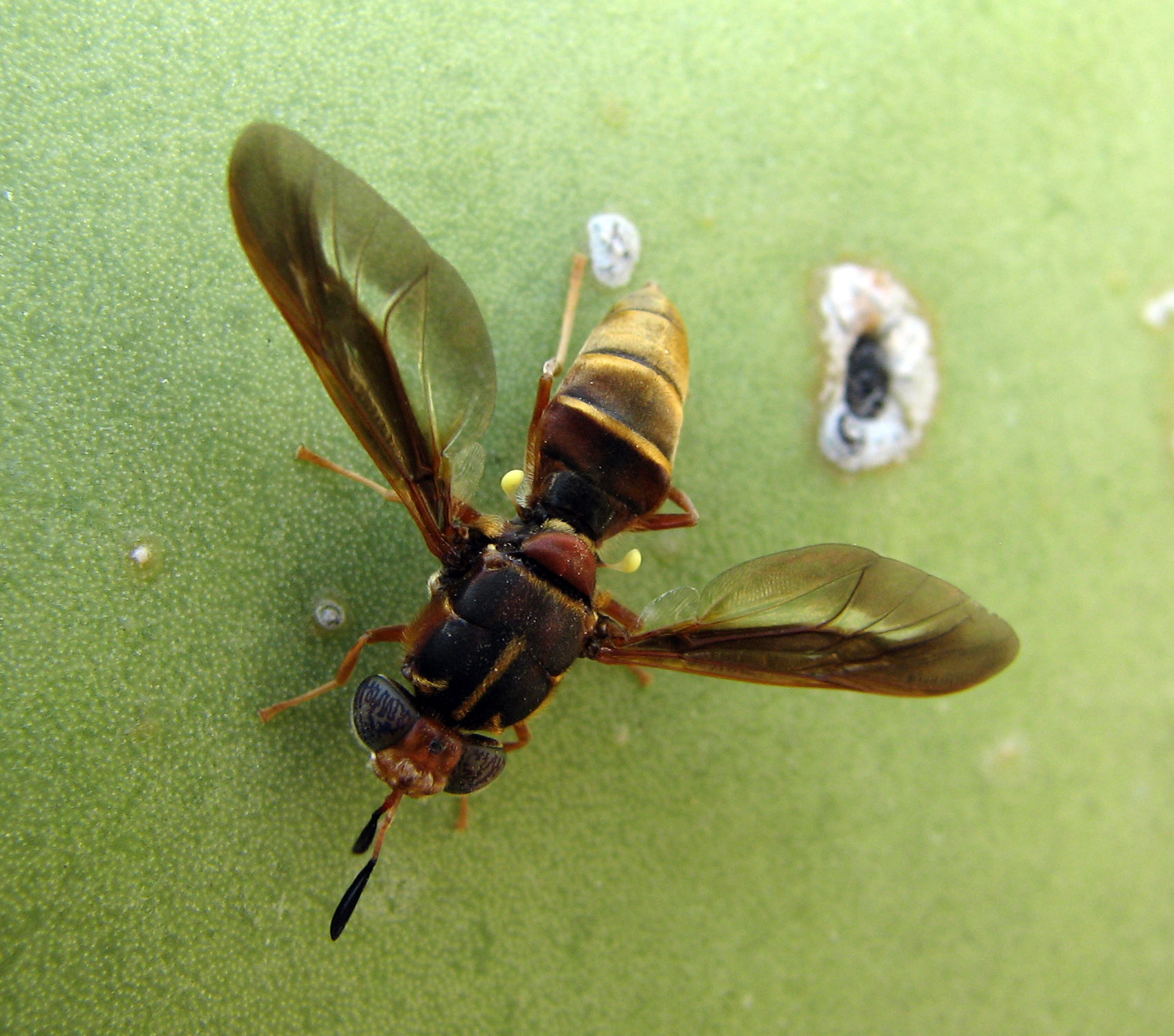
Hemerita comstocki

Hermetia – rodzaj muchówek z rodziny lwinkowatych (Stratiomyidae), ustanowiony przez Latreille’a w 1804. Typ nomenklatoryczny podrodziny Hermetiinae. Obejmuje około 80 gatunków, co czyni go najliczniejszym rodzajem w rodzinie lwinkowatych. Gatunkiem typowym jest Hermetia illucens.
Głowa tych muchówek odznacza się wklęśniętą tylną częścią oraz długimi czułkami o wydłużonym i lancetowatym ostatnim członie biczyka. Użyłkowanie skrzydła charakteryzują: biorąca swój początek nieco za przednią żyłką poprzeczną żyłka radialna R2+3, obecna żyłka radialna R4, brak tylnej żyłki poprzecznej, skrócona żyłka medialna M3 oraz pierwsza gałąź przedniej żyłki kubitalnej tworząca stosunkowo długi brzeg dolny komórki dyskalnej. Kształt odwłoka jest mniej lub bardziej smukły, znacznie dłuższy niż szeroki. Narządy rozrodcze większości gatunków nie zostały przebadane.
Gatunki z tego rodzaju są szeroko rozprzestrzenione we wszystkich krainach zoogeograficznych (rodzaj kosmopolityczny), ale jego naturalny zasięg nie obejmuje krainy palearktycznej – występuje tam tylko gatunek typowy, zawleczony z krainy neotropikalnej. W tej ostatniej stwierdzono najwięcej, bo 52 gatunki. W krainie orientalnej występuje 16 gatunków, w nearktycznej 14, w australijskiej 10, a w afrotropikalnej 4 gatunki.
Do rodzaju tego należą:

- Hermetia aeneipennis Giglio-Tos, 1892
- Hermetia albipoda Woodley, 2001
- Hermetia albitarsis Fabricius, 1805
- Hermetia amboyna Woodley, 2001
- Hermetia ampulla James, 1938
- Hermetia amsarii Adisoemarto, 1975
- Hermetia anthidium James, 1967
- Hermetia aurata Bellardi, 1859
- Hermetia aurinotata Lindner, 1935
- Hermetia austeni Lindner, 1937
- Hermetia beebei Curran, 1934
- Hermetia bicolor (Walker, 1856)
- Hermetia borneensis Brunetti, 1923
- Hermetia brunettii Lindner, 1937
- Hermetia burmeisteri Lindner, 1949
- Hermetia callifera Lindner, 1928
- Hermetia ceria Williston, 1900
- Hermetia ceriogaster Williston, 1888
- Hermetia cerioides Walker, 1858
- Hermetia chrysopila Loew, 1872
- Hermetia cingulatus Greene, 1940
- Hermetia coarctata Macquart, 1846
- Hermetia comstocki Williston, 1885
- Hermetia concinna Williston, 1900
- Hermetia condor Lindner, 1951
- Hermetia confidens Adisoemarto, 1975
- Hermetia conjuncta James, 1967
- Hermetia cornithorax (Lindner, 1928)
- Hermetia crabro Osten Sacken, 1886
- Hermetia currani Lindner, 1949
- Hermetia eiseni Townsend, 1895
- Hermetia femoralis (Lindner, 1937)
- Hermetia fimbriata (Lindner, 1931)
- Hermetia flavipes Wiedemann, 1830
- Hermetia flavoscutata Bigot, 1879
- Hermetia formica Osten Sacken, 1886
- Hermetia fulva Walker, 1854
- Hermetia geniculata Macquart, 1855
- Hermetia goncalvesi Albuquerque, 1955
- Hermetia hunteri Coquillett, 1909
- Hermetia illucens (Linnaeus, 1758)
- Hermetia impressa James, 1967
- Hermetia inflata (Walker, 1858)
- Hermetia itatiaiensis Lindner in James, 1973
- Hermetia jamesi Lindner, 1977
- Hermetia laeta Meijere, 1904
- Hermetia laglaizei Bigot, 1887
- Hermetia lativentris Bellardi, 1859
- Hermetia malayana Brunetti, 1923
- Hermetia melanderi James & Wirth, 1967
- Hermetia mitis Curran, 1934
- Hermetia myieriades Speiser, 1913
- Hermetia nana Lindner, 1935
- Hermetia nigra Meijere, 1916
- Hermetia nigricornis James & Wirth, 1967
- Hermetia nigritibia Enderlein, 1914
- Hermetia pahangensis Rozkosny & Kozanek, 2006[4]
- Hermetia pallidipes Hill, 1919
- Hermetia palmivora James, 1972
- Hermetia panamensis Greene, 1940
- Hermetia pectoralis Wiedemann, 1824
- Hermetia pennicornis Bezzi, 1908
- Hermetia pterocausta Osten Sacken, 1886
- Hermetia pulchra Wiedemann, 1830
- Hermetia reinhardi James, 1935
- Hermetia relicta Osten Sacken, 1886
- Hermetia remittens Walker, 1859
- Hermetia rufitarsis Macquart, 1846
- Hermetia ryckmani James & Wirth, 1967
- Hermetia samoensis Ricardo, 1929
- Hermetia scutellata Macquart, 1855
- Hermetia sexmaculata Macquart, 1834
- Hermetia sphecodes Curran, 1934
- Hermetia subpellucida James & Wirth, 1967
- Hermetia teevani Curran, 1934
- Hermetia tincta (Walker, 1851)
- Hermetia virescens (Enderlein, 1914)
- Hermetia virgata Lindner, 1949
- Hermetia woodleyi Rozkosny, 2006[4]